# Villanueva del Duque
Villanueva del Duque er en by og kommune i det sydlige Spanien i provinsen Córdoba. Den har et indbyggertal på 1.404 (2024) indbyggere.